# Бекень (Сату-Маре)
Бекень, Бекені (рум. Becheni) — село у повіті Сату-Маре в Румунії. Входить до складу комуни Сеука.
Село розташоване на відстані 438 км на північний захід від Бухареста, 49 км на південний захід від Сату-Маре, 114 км на північний захід від Клуж-Напоки.

## Населення
За даними перепису населення 2002 року у селі проживала 481 особа.
Національний склад населення села:
| Національність | Кількість осіб | Відсоток |
| -------------- | -------------- | -------- |
| угорці         | 326            | 67,8%    |
| цигани         | 111            | 23,1%    |
| румуни         | 44             | 9,1%     |

Рідною мовою назвали:
| Мова      | Кількість осіб | Відсоток |
| --------- | -------------- | -------- |
| угорська  | 328            | 68,2%    |
| циганська | 111            | 23,1%    |
| румунська | 42             | 8,7%     |